# Marlon Pérez Arango
Marlon Alirio Perez Arango (ur. 10 stycznia 1976 roku w Medellín, zm. 4 października 2024) – kolumbijski kolarz szosowy. 
Marlon długo przebijał się do europejskich wyścigów. Jego pierwszymi sukcesami były dwa medale na mistrzostwach Ameryki (Pan American Games). Został mistrzem w wyścigu punktowym, natomiast w wyścigu na dochodzenie był 3. Po tym sukcesie został mistrzem Kolumbii w jeździe na czas w 2001 roku.
Swoją etapową karierę rozpoczął w tym samym roku. Wygrał prolog i dwa etapy na trudnym górskim wyścigu Vuelta a Colombia. Całego wyścigu nie wygrał, ale pokazał się z jak najlepszej strony. Zwycięzcą został Hernán Buenahora. Rok później na tym wyścigu znowu wygrał prolog i tym razem jeden etap, ale znów nie wygrał całego wyścigu. W tym samym roku nie obronił mistrzostwa Kolumbii w jeździe na czas. Tym razem był drugi.
W 2003 roku wreszcie pokazał się w Europie. Zajął 2. miejsce w klasyfikacji generalnej francuskiego wyścigu Trophée des Grimpeurs. W kolejnym roku znowu wygrywał dużo na swoim kontynencie. Był najszybszy na 3 etapach Vuelta al Tachira, ale po raz kolejny nie potrafił wygrać całego wyścigu. Zwycięzcą został José Rujano. Wystartował również w Giro d’Italia, gdzie zajął 40. miejsce. W 2005 roku wygrał dwa etapy Vuelta a Venezuela.

## Najważniejsze zwycięstwa i sukcesy
- 2001 – wygrany prolog i 2 etapy Vuelta a Colombia; mistrz Kolumbii w jeździe indywidualnej na czas
- 2002 – wygrany prolog i etap Vuelta a Colombia; wicemistrz Kolumbii w jeździe indywidualnej na czas
- 2003 – 2 w klasyfikacji generalnej Trophée des Grimpeurs; wygrany etap Clasico RCN
- 2004 – wygrane 3 etapy Vuelta al Tachira; wygrany etap Tour de Langkawi; 40 w klasyfikacji generalnej Giro d’Italia
- 2005 – wygrane 2 etapy Vuelta a Venezuela